# Kevin Escamilla
Kevin Rafael Escamilla Moreno, noto semplicemente come Kevin Escamilla (Città del Messico, 21 febbraio 1994), è un calciatore messicano, centrocampista del Querétaro.

## Caratteristiche tecniche
È un centrocampista centrale.

## Carriera
Cresciuto nel settore giovanile del Pumas UNAM, ha esordito in prima squadra il 26 luglio 2012 disputando l'incontro di Copa México pareggiato 0-0 contro il Celaya.

## Palmarès
- Campionato mondiale Under-17: 1

2011